# Kurmá-purana
El Kurmá-purana es el decimoquinto de los dieciocho majapurana (grandes leyendas), un género de textos religiosos hindúes.
- kūrmapurāṇa, en el sistema AITS (alfabeto internacional para la transliteración del sánscrito).
- कूर्मपुराण, en escritura devanagari del sánscrito.
- Pronunciación: /kurmá puraná/.[1]
- Etimología: ‘la historia antigua de [el avatar] Tortuga’[1]
  - Kurmá (‘tortuga’): la encarnación tortuga del dios Visnú.
  - puraná: lo antiguo, leyendas antiguas.

Contiene los detalles sobre la encarnación del dios Kurmá (el avatar tortuga).
Los hinduistas creen que fue narrado directamente por el dios Visnú al sabio volador Nárada Muni, 
Nárada le recitó este texto a Sutá Goswami, quien a su vez lo narró al grupo de ascetas que realizaban un sacrificio en el bosque Naimisa Arania.

## Contenido
Las ediciones impresas de este texto se dividen en dos bhagas (partes): el Purva-bhāga (de 53 capítulos) y el Uttara-bhaga (de 46 capítulos).
Según el Nárada-purana (1.106.1-22), el Kurma-purana constaba originalmente de cuatro samhitas (secciones):
- Brahmi-samjita, que sería el texto actualmente conocido, de 6000 slokas o versos.
- Bhagavatí-samjita, actualmente desaparecido, de 4000 slokas y dividido en cinco padas o subsecciones; por eso era conocido como Pañchapadī [‘cinco subsecciones’]). Se ocupaba de los deberes de los brahmanes (sacerdotes y políticos), chatrías (guerreros y gobernantes), vaisias (comerciantes y ganaderos), shudrás (esclavos) y las castas mezcladas.
- El Saurí-samjita, que tenía 2000 slokas y estaba dividido en seis padas acerca de los seis actos de magia:
  - santi
  - vaśīkaraṇa
  - stambhana
  - vidveṣaṇa
  - uccāṭana
  - māraṇa.
- El Vaisnavi-samjita, que tenía 5000 slokas y estaba dividido en cuatro padas que trataban el moksa dharma (las reglas para la liberación espiritual).